# (31782) 1999 KM6
1999 KM6 (asteroide 31782) é um asteroide da cintura principal. Possui uma excentricidade de 0.27733700 e uma inclinação de 16.76945º.
Este asteroide foi descoberto no dia 21 de maio de 1999 por Antonio Lopez e Rafael Pacheco em Costitx.